# ズィーバッド村
ズィーバッド（ ペルシア語: زيبَد、ローマ字 Zībad）村とは、イランのラザヴィー・ホラーサーン州 、ゴナーバード郡、カフク市にある村である。 2006年の国勢調査によると、人口は1701世帯4243人  。 
ズィーバッドとは、美しいという意味。フェルドウスィーのシャー・ナーメ にある有名な古代の都市。シャー・ナーメ（西暦1000年頃）では、 イランとトゥーラーンの間の「12の戦い（Davāzdah Rokh）」とよばれる有名な戦いの舞台であった。 ズィーバッドには、1600年以上前の古いカナートもある。 
ズィーバッドは下記の点で有名である。 
- サフランとアヘンの生産。

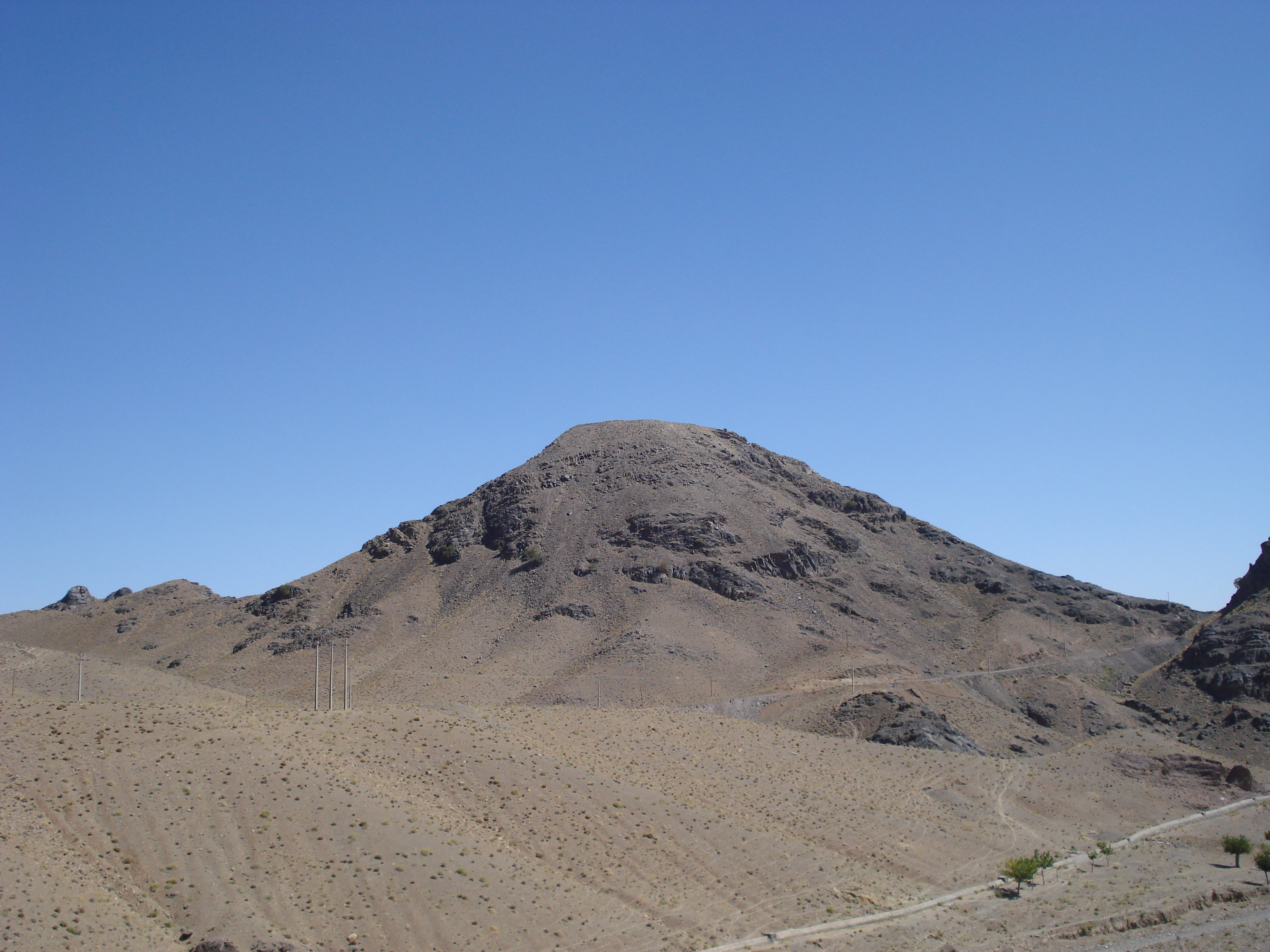
サーサーン朝のズィーバッド城塞

- ペルシア最後の皇帝、 ヤズデキルド3世が避難した古代の城、3つの古代の戦争の場所、およびミトラ教の記念碑。
- カナート、ターク･イ･ブスタンに似たダルブ・イ･ソフレという山壁の岩。
- 水車。小麦粉と砕いた小麦を生産している。 古代の水車は1984年まで稼働しており、ダム建設のために破壊された。
- 紀元前400年から1950年まで継続的に使用されていた水時計。

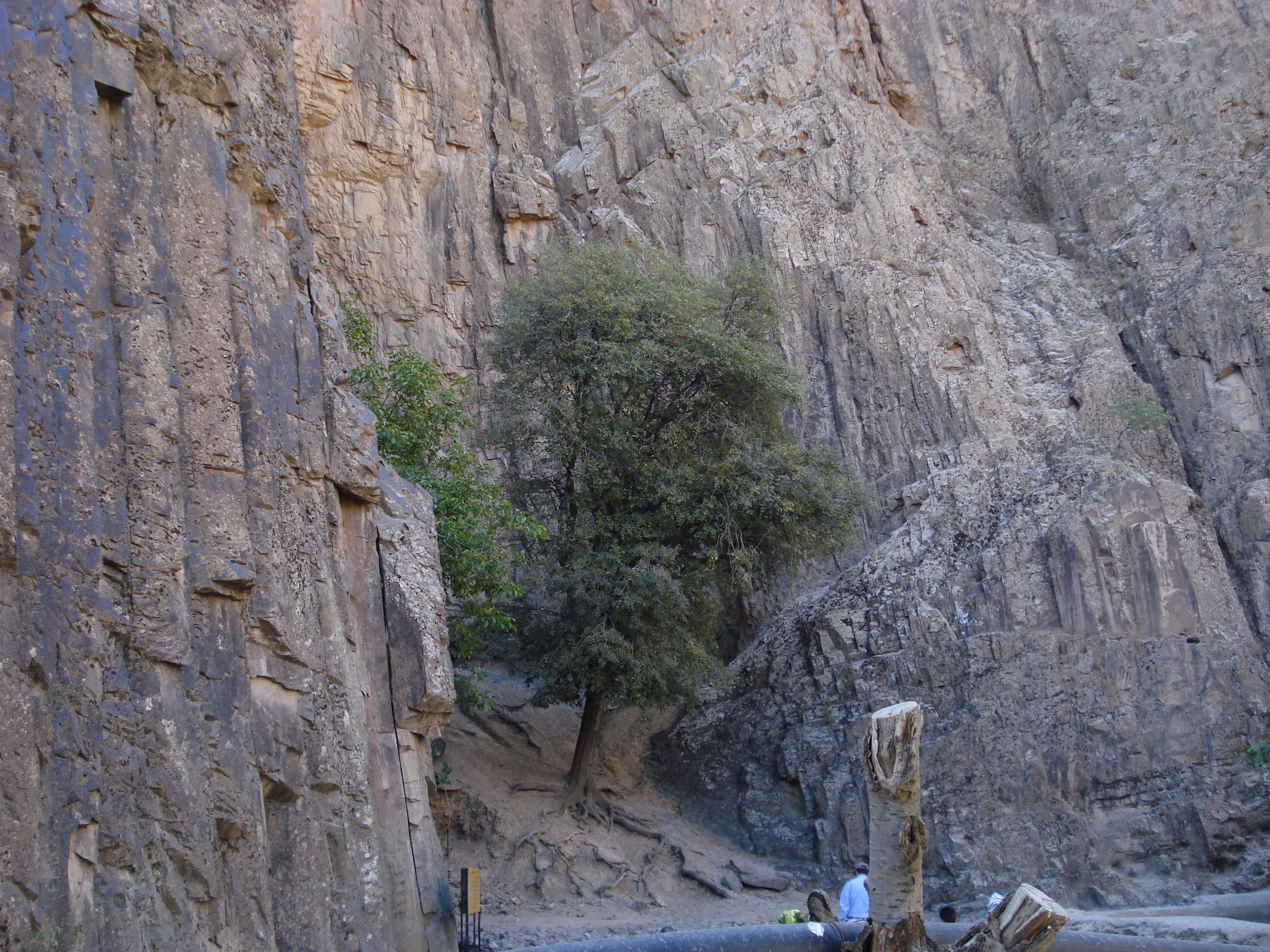
聖なる木

- ズィーバッド村のホソイトスギ

カリステネス(Callisthenes)によると、ペルシア人は紀元前328年に水時計を使用して、農業用灌漑のためにカナートから株主に水を公正かつ正確に分配していた。 特にゴナーバードとズィーバッドのカナートでの水時計の使用は、紀元前500年にまでさかのぼる。 後にノウルーズやヤルダーなど、イスラーム以前の宗教の正確な祭日を決定するためにも使用された。ペルシアでフェンジャーンとよばれた水時計は、より正確な現在の時計に置き換えられるまで、農民が灌漑のためにカナートまたは井戸から水が供給されるべき量または時間を計算するために最も正確で一般的に使用される計時装置であった。 

## 特別な祭事
ヤルダー、 ノウルーズといったイランの祭事が、伝統的な特別の習慣で祝われている。 

## ズィーバッド山
ズィーバッド山（別名:ティールマーヒー山）はズィーバッドにあり、ホラーサーンで2番目の山である。 

## Gallery

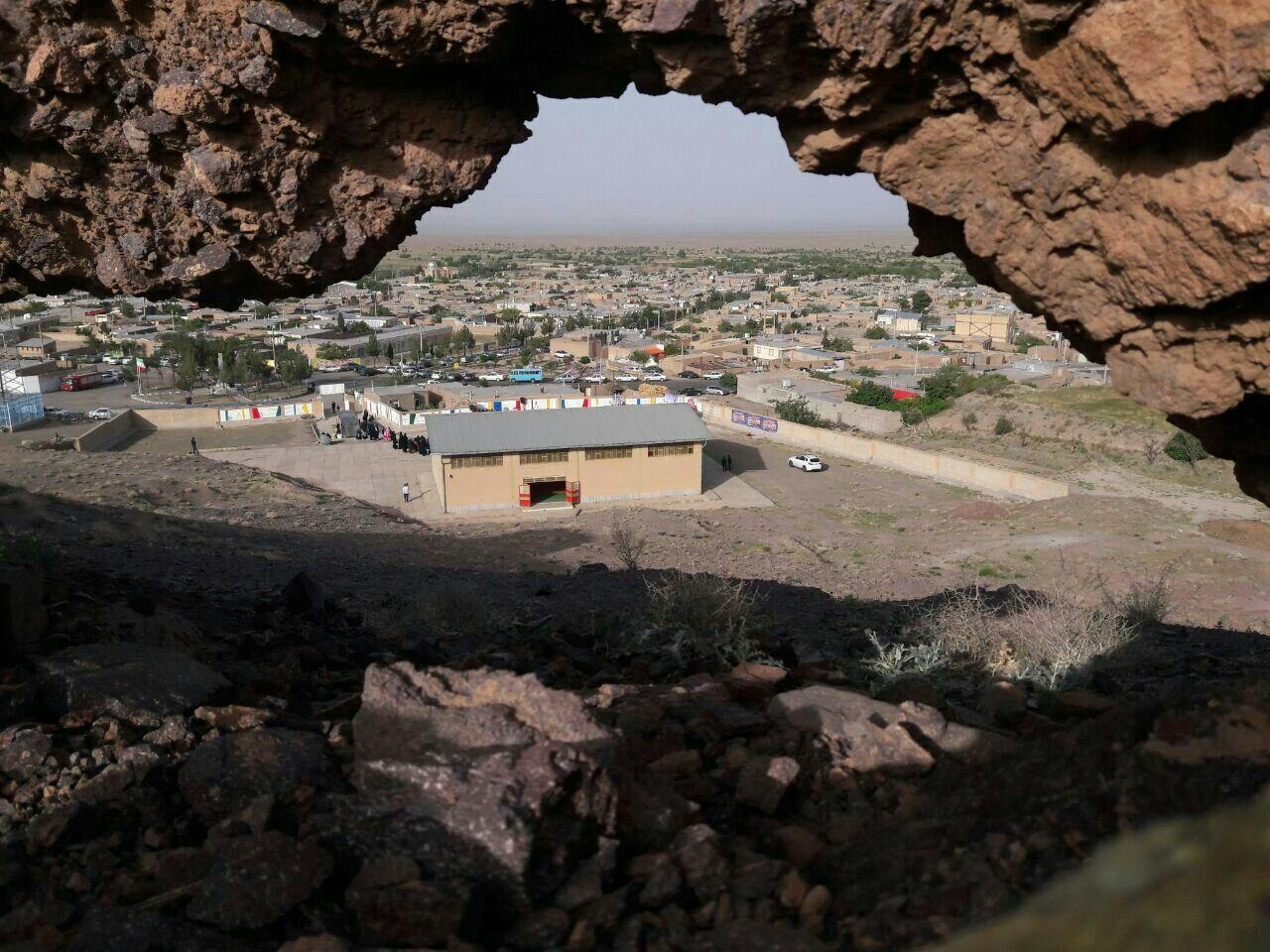
ズィーバッド城
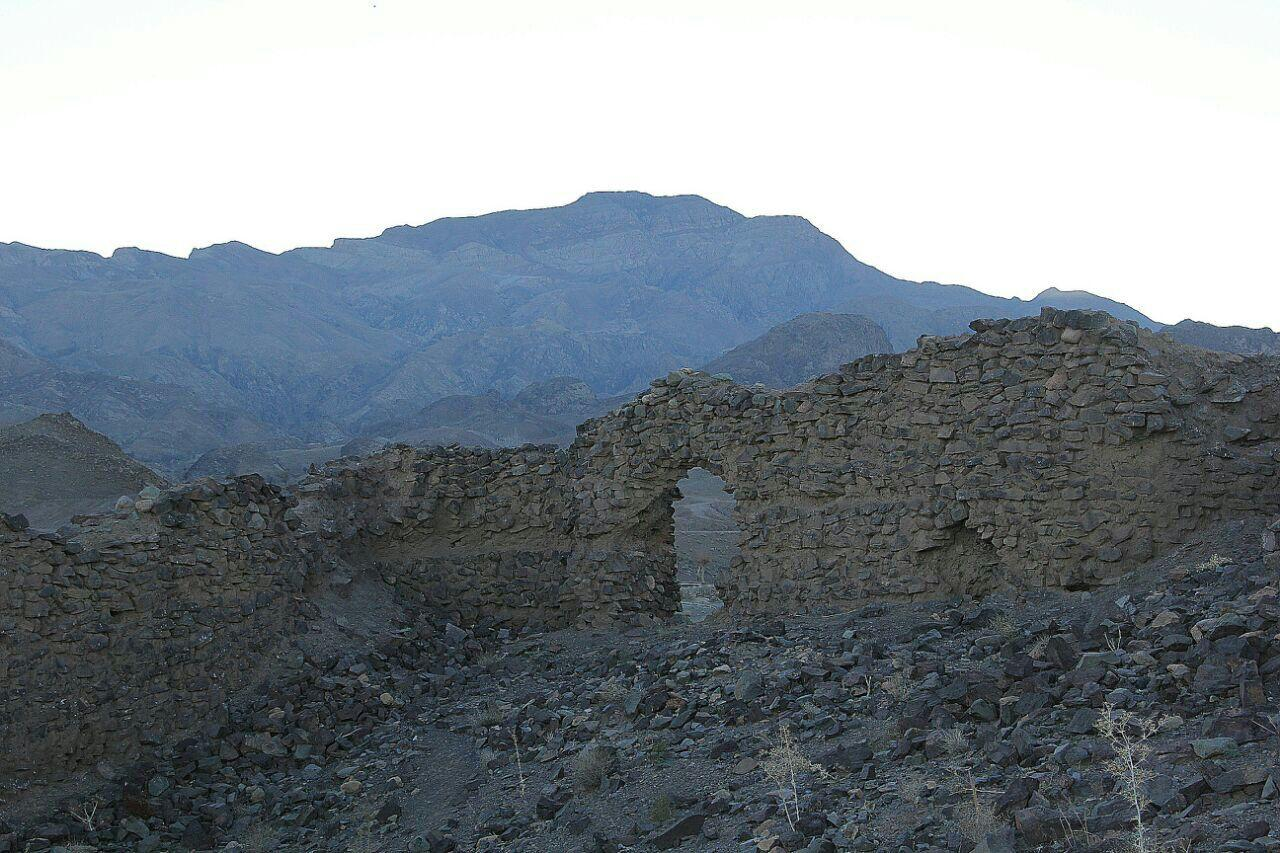
ズィーバッド城
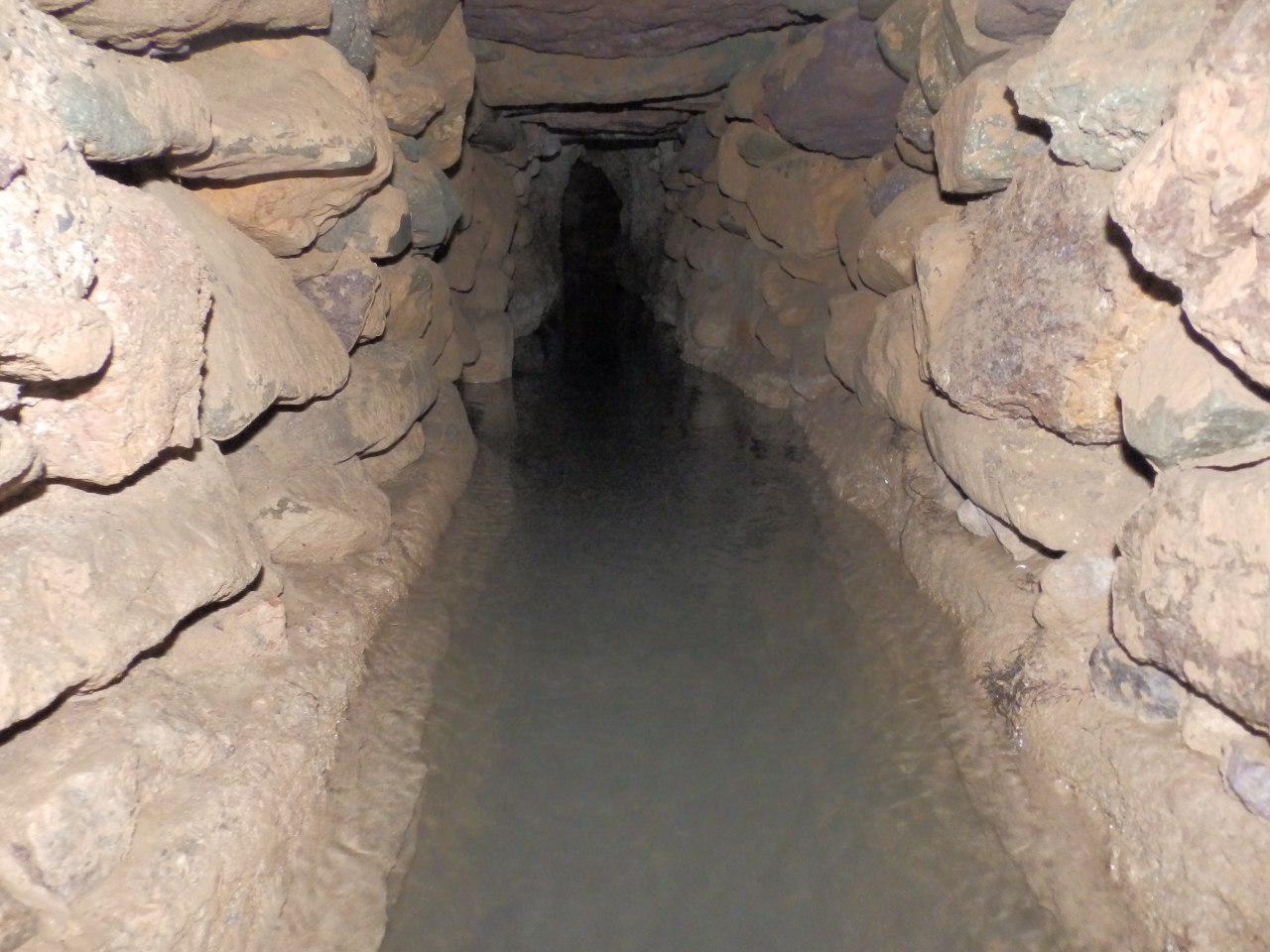
ズィーバッドのカーリーズ
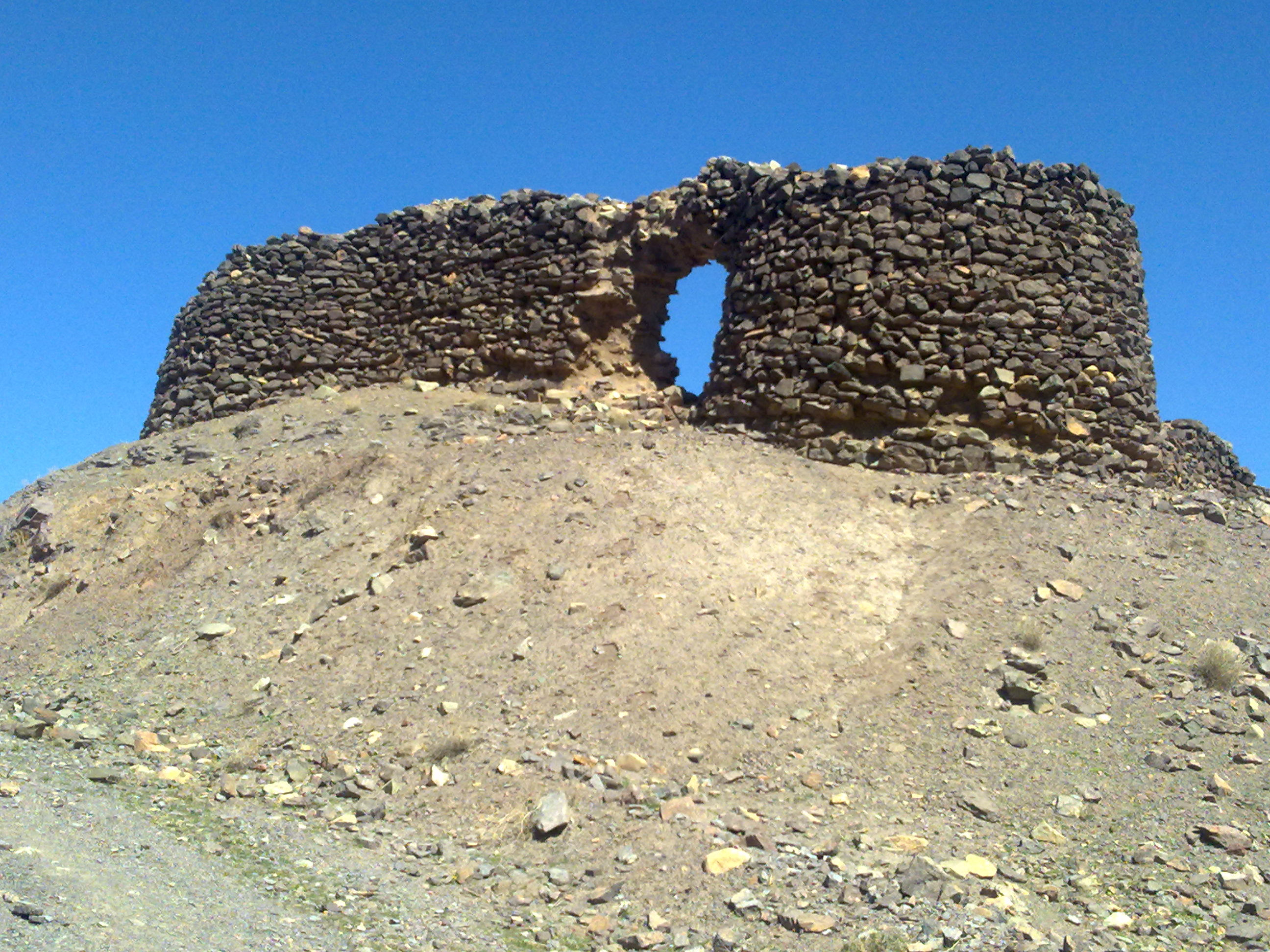
ササン朝の城跡
ズィーバッド山
ヤルダー
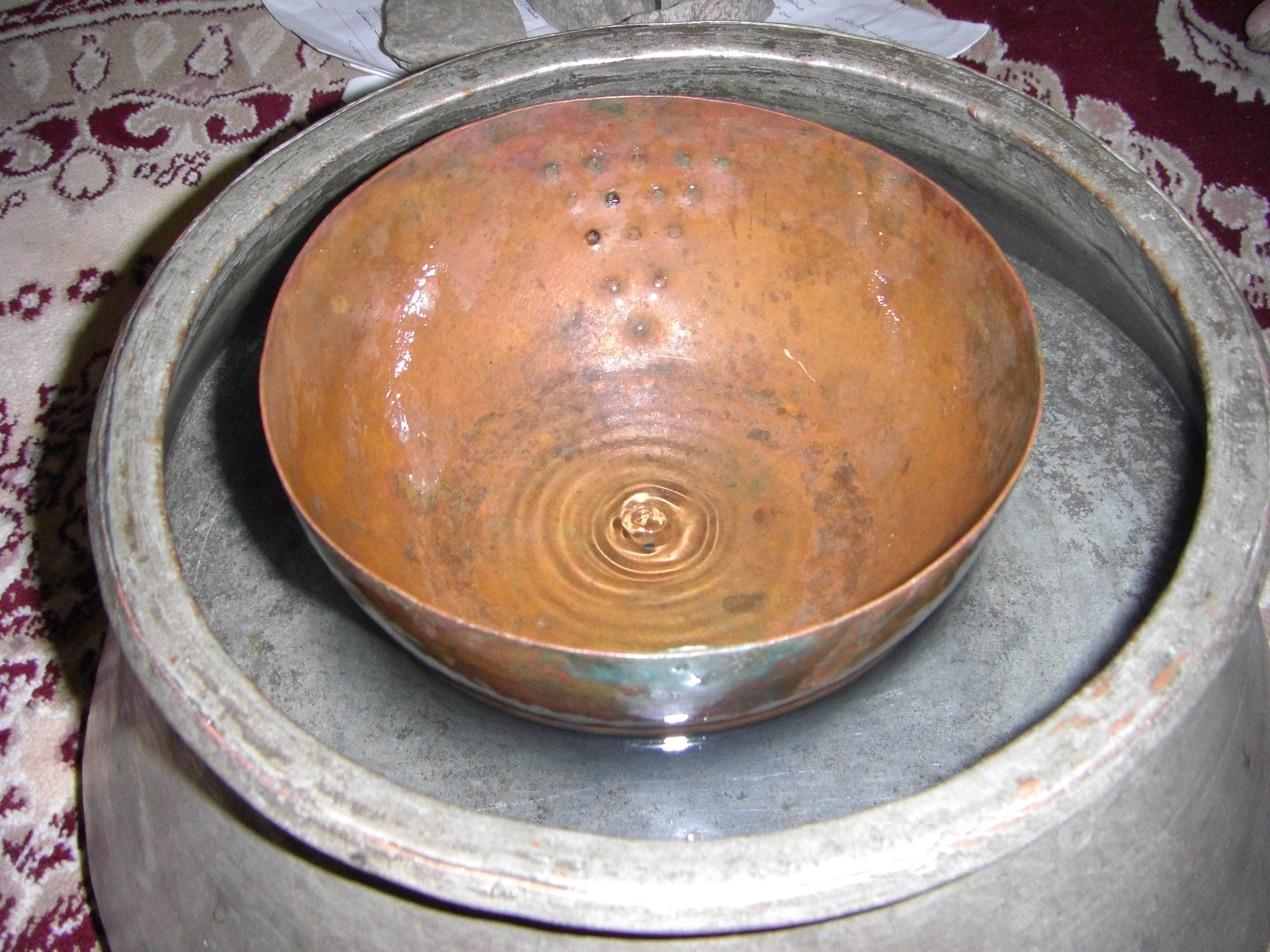
ゴナーバードのカナートで使われた、2500年前の古代の水時計
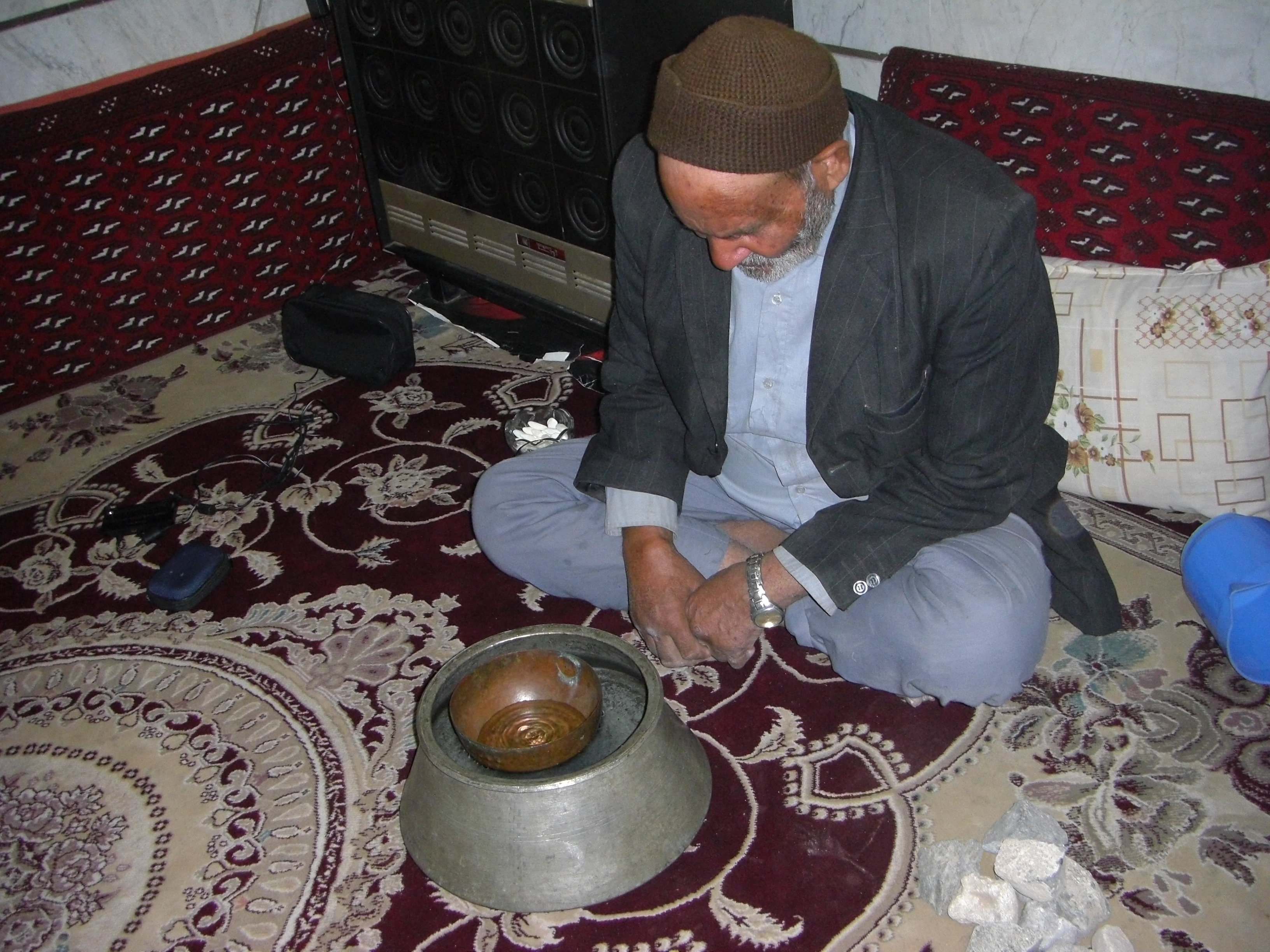
水時計の管理者の様子